# Адміністративний устрій Лубенського району
Адміністративний поділ Лубенського району — адміністративно-територіальний поділ Лубенського району Полтавської області на 1 селищну об'єднану територіальну громаду, 1 сільську об'єднану територіальну громаду та 13 сільських рад, які об'єднують 81 населений пункт.

## Список громадЛубенського району
| № | Назва                         | Центр       | Населені пункти | Площа км² | Місце за площею | Населення (2001), чол. | Місце за населенням |
| - | ----------------------------- | ----------- | --- | --------- | --------------- | ---------------------- | ------------------- |
| 1 | Засульська сільська громада   | c. Засулля  | c. Засулля c. Барвінщина c. Березівка c. Вищий Булатець c. Вільшанка c. Войниха c. В'язівок c. Кононівка c. Кревелівка c. Крем'янка c. Куп'єваха c. Литвяки c. Луки c. Малий В'язівок c. Матяшівка c. Мацківці c. Мацкова Лучка c. Мгар c. Михнівці c. Назарівка c. Нижній Булатець c. Новаки c. Олександрівка c. Оріхівка c. Пишне c. Піски c. Покровське c. П'ятигірці c. Свічківка c. Солониця c. Стадня c. Терни c. Тернівщина c. Тотчине c. Червоні Пологи c. Чуднівці c. Шершнівка c. Шинківщина |           |                 |                        |                     |
| 2 | Ромоданівська селищна громада | смт Ромодан | c. Величківка с. Конюшеве c. Новооріхівка смт Ромодан c. Ромодан с. Сотницьке с. Шарківщина |           |                 |                        |                     |

## Список сільських радЛубенського району
| №  | Назва                         | Центр         | Населені пункти                                         | Площа км² | Місце за площею | Населення (2001), чол. | Місце за населенням |
| -- | ----------------------------- | ------------- | ------------------------------------------------------- | --------- | --------------- | ---------------------- | ------------------- |
| 1  | Березотіцька сільська рада    | c. Березоточа | c. Березоточа c. Суха Солониця                          |           |                 |                        |                     |
| 2  | Бієвецька сільська рада       | c. Біївці     | c. Біївці c. Горобії c. Єнківці                         |           |                 |                        |                     |
| 3  | Вовчицька сільська рада       | c. Вовчик     | c. Вовчик c. Висачки c. Вовча Долина c. Кузубівка       |           |                 |                        |                     |
| 4  | Духівська сільська рада       | c. Духове     | c. Духове c. Гінці c. Карпилівка                        |           |                 |                        |                     |
| 5  | Жданівська сільська рада      | c. Ждани      | c. Ждани                                                |           |                 |                        |                     |
| 6  | Ісковецька сільська рада      | c. Ісківці    | c. Ісківці c. Пулинці                                   |           |                 |                        |                     |
| 7  | Калайдинцівська сільська рада | c. Калайдинці | c. Калайдинці c. Клепачі c. Лушники c. Халепці c. Хитці |           |                 |                        |                     |
| 8  | Окіпська сільська рада        | c. Окіп       | c. Окіп c. Селюків                                      |           |                 |                        |                     |
| 9  | Остапівська сільська рада     | c. Остапівка  | c. Остапівка c. Богодарівка c. Макарівщина c. Степурі   |           |                 |                        |                     |
| 10 | Снітинська сільська рада      | c. Снітин     | c. Снітин c. Броварки c. Ремівка                        |           |                 |                        |                     |
| 11 | Тарандинцівська сільська рада | c. Тарандинці | c. Тарандинці c. Вили c. Губське                        |           |                 |                        |                     |
| 12 | Тишківська сільська рада      | c. Тишки      | c. Тишки c. Крутий Берег                                |           |                 |                        |                     |
| 13 | Хорошківська сільська рада    | c. Хорошки    | c. Хорошки c. Ломаки c. Снітине c. Чернече              |           |                 |                        |                     |

* Примітки: с. — село

## Колишні населені пункти
- Березівка († 1990)
- Кучерівка († 1990)
- Давиденки († 2007)